# Discotropis
Discotropis is een geslacht van uitgestorven weekdieren uit de klasse Gastropoda.

## Soorten
- † Discotropis girtyi Yochelson, 1956
- † Discotropis klobukowskii (Mansuy, 1912)
- † Discotropis publicus Yochelson, 1956
- † Discotropis sulcifer (Girty, 1909)
- † Discotropis turritus (Delpey, 1941)